# Accordo multifibre
L'Accordo Multifibre ha regolato il commercio internazionale di prodotti tessili e di abbigliamento attraverso l'imposizione di restrizioni alle quantità di prodotti tessili che i paesi in via di sviluppo potevano esportare verso i paesi sviluppati. Fu introdotto nel 1974 come una misura volta a consentire ai paesi sviluppati di prepararsi alla gestione delle importazioni provenienti dai paesi in via di sviluppo, che nel tessile, settore ad alta intensità di fattore lavoro, godono di un vantaggio comparato, determinato dal loro basso costo del lavoro. L'Accordo Multifibre è ritenuto responsabile di forti distorsioni del commercio mondiale.
L'ottavo round negoziale del GATT, l'Uruguay Round, ha previsto l'eliminazione dell'accordo nel giro di dieci anni, eliminando tutte le restrizioni quantitative al commercio di tessile ed abbigliamento. L'eliminazione completa dei contingentamenti ha avuto luogo solo il 1º gennaio 2005. 
La fine dell'accordo Multifibre ha provocato una forte crescita delle esportazioni tessili dalla Cina; la dura reazione dei produttori tessili americani ed europei ha portato a nuove misure di protezione temporanea dei mercati occidentali.